# Dolichozele arizonensis
Dolichozele arizonensis är en stekelart som beskrevs av Elbert Halvor Ahlstrom 2005. Dolichozele arizonensis ingår i släktet Dolichozele och familjen bracksteklar. Inga underarter finns listade i Catalogue of Life.